# Joseph Stuessy
Clarence Joseph Stuessy (Houston, Texas, 14 december 1943) is een Amerikaans componist, muziekpedagoog en dirigent.

## Levensloop
Stuessy studeerde piano, compositie en muziektheorie eerst aan de Southern Methodist Universiteit in Dallas en behaalde in 1965 zijn Bachelor of Music. Aansluitend studeerde hij aan de befaamde Eastman School of Music in Rochester, New York, waar hij zijn Master of Music in 1967 behaalde en met een dissertatie over «The Confluence of Jazz and Classical Music from 1950 – 1970» in 1977 tot Ph.D. (Philosophiæ Doctor) promoveerde. Zijn leraren aan de Eastman School of Music waren Eugene List, Samuel Adler en Bernard Rogers.
Aan de Southern Methodist Universiteit in Dallas werd hij Associate Chairman van de muziek-divisie. In 1979 wisselde hij aan de Universiteit van Texas (UTSA) in San Antonio en werd daar professor voor muziektheorie en directeur van de muziekafdeling. In 1992 wisselde hij aan de Staatsuniversiteit van Texas - San Marcos in San Marcos en werd directeur van de School of Music. 
Stuessy was een bepaalde tijd voorzitter van de Texas Association of Music Schools en is lid van de American Society of Composers, Authors and Publishers (ASCAP) en de Texas Music Educators Association. 
Als componist schreef hij werken voor orkest, harmonieorkest, koren, kamermuziek en andere genres. Zijn werken worden naast Amerika ook in Rusland uitgevoerd, in 1993 werd er van de componisten federatie in Moskou een concert met uitsluitend werken van Stuessy geprogrammeerd. 

## Composities

### Werken voor orkest
- 1996 Concerto Nr. 2, voor piano en orkest
- Concerto Nr. 1, voor piano en orkest

### Werken voor harmonieorkest
- 1976 Encomium
- A Texas State of Mind

## Publicaties
- Joseph Stuessy: Rock and Roll; Its History and Stylistic Development, Prentice Hall, 1990
- Joseph Stuessy: The Heavy Metal User's Manual